# Opisthoxia compta
Opisthoxia compta là một loài bướm đêm trong họ Geometridae.